# Władysław Knapiński
Władysław Knapiński (ur. 1838, zm. 20 marca 1910) – polski prezbiter rzymskokatolicki, biblista, profesor i rektor Uniwersytetu Jagiellońskiego.

## Życiorys
Urodził się w 1838 w Sołutowie w guberni warszawskiej. Dzieciństwo, lata młodzieńcze i studenckie (Seminarium Duchowne Św. Jakuba i Akademia Duchowna Rzymsko-Katolicka w Warszawie) spędził w zaborze rosyjskim. Święcenia kapłańskie przyjął w 1862 roku. W 1863 roku otrzymał tytuł kandydata teologii i objął posadę bibliotekarza akademii. Po zamknięciu warszawskiej Akademii Duchownej w 1867 roku został katechetą w szkole powiatowej i progimnazjum. Wskutek odmowy uczenia w języku rosyjskim został w 1869 roku pozbawiony posady nauczycielskiej i został wikariuszem w parafii pw. Św. Krzyża. Od 1865 roku jest stałym współpracownikiem „Przeglądu Katolickiego”. Był jednym z redaktorów i wydawców „Encyklopedii Kościelnej” Nowodworskiego. W 1883 roku został mianowany kanonikiem honorowym kapituły warszawskiej. W 1887 roku Akademia Duchowna w Petersburgu przyznała mu tytuł doktora teologii. Po kilkuletnich namysłach, zdecydował się opuścić Warszawę i objąć w 1888 roku katedrę Starego Testamentu i języków semickich na Wydziale Teologicznym UJ. W tym samym roku Akademia Umiejętności powołała ks. Knapińskiego do Komisji Historycznej, a dwa lata później do Komisji dla Badań w Zakresie Historii Literatury i Oświaty w Polsce i do komitetu wydawniczego „Biblioteki Pisarzy Polskich”. W latach akademickich 1889/90, 1893/94, 1901/02 i 1906/07 był dziekanem Wydziału Teologicznego, a w 1897 roku został jednogłośnie wybrany rektorem Uniwersytetu Jagiellońskiego. Na uczelni był kuratorem Bratniej Pomocy. Jako poseł wirylista zasiadał w ławach VII kadencji Sejmu Krajowego Galicji.
Jako publicysta szczególnie zajmował się sytuacją Kościoła Katolickiego pod zaborem rosyjskim i często pisał o niej na łamach „Dziennika Poznańskiego” i „Kuriera Poznańskiego” oraz innych gazet i czasopism. Jak podaje Czesław Lechicki, autor biogramu ks. Knapińskiego w „Polskim Słowniku Biograficznym”, istnieje 66 odbitek jego artykułów na ten temat. Autor pracy – „Sprawa o kościół w Ostrogu na Wołyniu” (Lwów 1892, wyd. 2 – Biały Dunajec – Ostróg 2000) – głos w obronie katolików obrządku łacińskiego na Wołyniu i zarazem piękne świadectwem ich przywiązania do Kościoła Powszechnego. Oprócz tego ks. Knapiński jest m.in. autorem obszerniejszych artykułów: „List do pewnego kapłana katolickiego” (Kraków 1893), „O krzyżach pod rządem rosyjskim” (Poznań 1893). Ks. Władysław Knapiński także żywo interesował się i zbierał dokumenty o prześladowaniu unitów na Chełmszczyźnie i przedstawił je cesarzowi rosyjskiemu. „Opowiadania z rosyjskiego «prawa państwowo-kościelnego»” (Poznań 1890) zostały przełożone na język niemiecki. W 1909 roku przeszedł na emeryturę. Pochowany na cmentarzu Rakowickim w kwaterze XVI płn. Na początku 1903 został odznaczony papieskim złotym krzyżem „Pro Ecclesia et Pontifice”.